# William Hamilton (lekkoatleta)
William Frank Hamilton (ur. 11 sierpnia 1883 w State Center Township, zm. 1 sierpnia 1955 w Los Angeles) – amerykański lekkoatleta specjalizujący się w biegach sprinterskich, złoty medalista olimpijski.
W 1908 zdobył tytuł mistrza Stanów Zjednoczonych w biegu na 100 jardów. W tym samym roku uczestniczył w letnich igrzyskach olimpijskich w Londynie, zdobywając złoty medal w sztafecie mieszanej na dystansie 1600 metrów. Startował również w eliminacjach biegów na 100 i 200 metrów, nie zdobywając jednak awansu do finałów tych konkurencji.
Rekordy życiowe:
- bieg na 100 metrów – 11,0 – 1908
- bieg na 200 metrów – 21,7 – 1907